# 1994 WN1
1994 WN1 är en asteroid i huvudbältet som upptäcktes 27 november 1994 av den japanska astronomen Takao Kobayashi vid Ōizumi-observatoriet.
Asteroiden har en diameter på ungefär 3 kilometer och den tillhör asteroidgruppen Massalia.